# Schwedeneck
Schwedeneck ist eine Gemeinde im Kreis Rendsburg-Eckernförde in Schleswig-Holstein. Sie liegt auf der Halbinsel Dänischer Wohld.

## Geographie

### Geografische Lage
Das Verwaltungsgebiet der Gemeinde Schwedeneck erstreckt sich etwa 6 km nördlich von Kiel auf der Halbinsel Dänischer Wohld am südlichen Ufer der Eckernförder Bucht der Ostsee.

### Ortsteile
Im Wohnplatzverzeichnis zur Volkszählung 1987 wurden in der Gemeinde Schwedeneck folgende Ortsteile im Gemeindegebiet erfasst:
- Birkenmoor
- Dänisch-Nienhof
- Eckernholm
- Elisendorf
- Fischerberg
- Grönwohld
- Haschendorf
- Hohenhain
- Jellenbek
- Krusendorf
- Kuhholz
- Kuhholzberg (teilweise)
- Mariannenhof
- Mühlenberg
- Sprenge
- Sprengerberg
- Stohl
- Surendorf

Die größten Dörfer der Gemeinde sind Surendorf und Dänisch-Nienhof mit jeweils ca. 900 Einwohnern. Krusendorf ist das Kirchdorf der Gemeinde Schwedeneck.

### Nachbargemeinden
Das Gemeindegebiet von Schwedeneck wird umlagert von jenen der Gemeinden:
|              |                                             |         |
| Noer, Osdorf | Kompassrose, die auf Nachbargemeinden zeigt |         |
|              | Dänischenhagen                              | Strande |

## Geschichte
Zahlreiche Großsteingräber, die sogenannten Hünenbetten, deren Alter auf über 4000 Jahre datiert wird, weisen auf eine frühgeschichtliche Besiedlung hin (Großsteingräber bei Birkenmoor, z. B. die Langbetten bei Birkenmoor, der Dolmen bei Birkenmoor, der Dolmen bei Kuhholzberg).
In der heutigen Gemeinde siedelten sich vermutlich die ersten Bewohner an der Küste an. An der Mündung des Baches Jellenbek wurde im gleichnamigen Ort die erste Kirche errichtet. Dieser Ort wurde wegen der Küstenerosion um 1650 aufgegeben.

Informationstafel zur Prinsessan Hedvig Sophia

Einer Legende zufolge soll der Name Schwedeneck von einem im Ortsteil Dänisch-Nienhof befindlichen Schwedenfriedhof abgeleitet sein, der entstand, nachdem schwedische Truppen in das damals noch dänische Herzogtum Schleswig einfielen, während Dänemark und Schweden im Nordischen Krieg ab 1700 um die Vormacht in Nordeuropa kämpften. Einer anderen Erklärung zufolge wurden hier 1749 an der Maul- und Klauenseuche verstorbene Rinder vom Gut Dänisch-Nienhof begraben, so dass das Areal den Namen „Karkhoff“ (Kirchhof, Grabstätte) erhielt. Da seinerzeit alles Negative mit den Schweden verbunden wurde, bürgerte sich unter der Bevölkerung langsam der Name Schwedeneck ein, der sich anfangs auf den heute als Stiftseiche (Eiche heißt auf Niederdeutsch Eek) bekannten Baum bezog.
Im Jahre 1889 wurde der Gutsbezirk Hohenhain gebildet, der die Güter Dänisch-Nienhof und Hohenhain umfasste. Der Vorsteher dieses Gutsbezirkes war der Gutsbesitzer Hildebrandt zu Dänisch-Nienhof. Im Jahre 1900 wurde als Besitzer von Dänisch-Nienhof von Hildebrandt erwähnt und als Besitzer von Hohenhain von Langendorff. Im Jahre 1928 wurde die Gemeinde Schwedeneck aus den aufgelösten Gutsbezirken Birkenmoor, Dänisch-Nienhof, Grönwohld und Hohenhain gebildet. Die Gemeinde wurde 1930 Eigenamtsbezirk. Nach der Auflösung der Amtsbezirke 1948 bildete Schwedeneck gemeinsam mit Noer das Amt Schwedeneck, das 1970 aufgelöst wurde. Seitdem gehört die Gemeinde zum Amt Dänischenhagen. Im Jahr 1932 wurde die Bahnstrecke Gettorf–Stohl stillgelegt.
Von 1974 bis zu seinem Umzug nach Euskirchen 1978 war das Institut für Strahlenschutz (heute Fraunhofer-Institut für Naturwissenschaftlich-Technische Trendanalysen INT) in Stohl angesiedelt.

### Kirchen

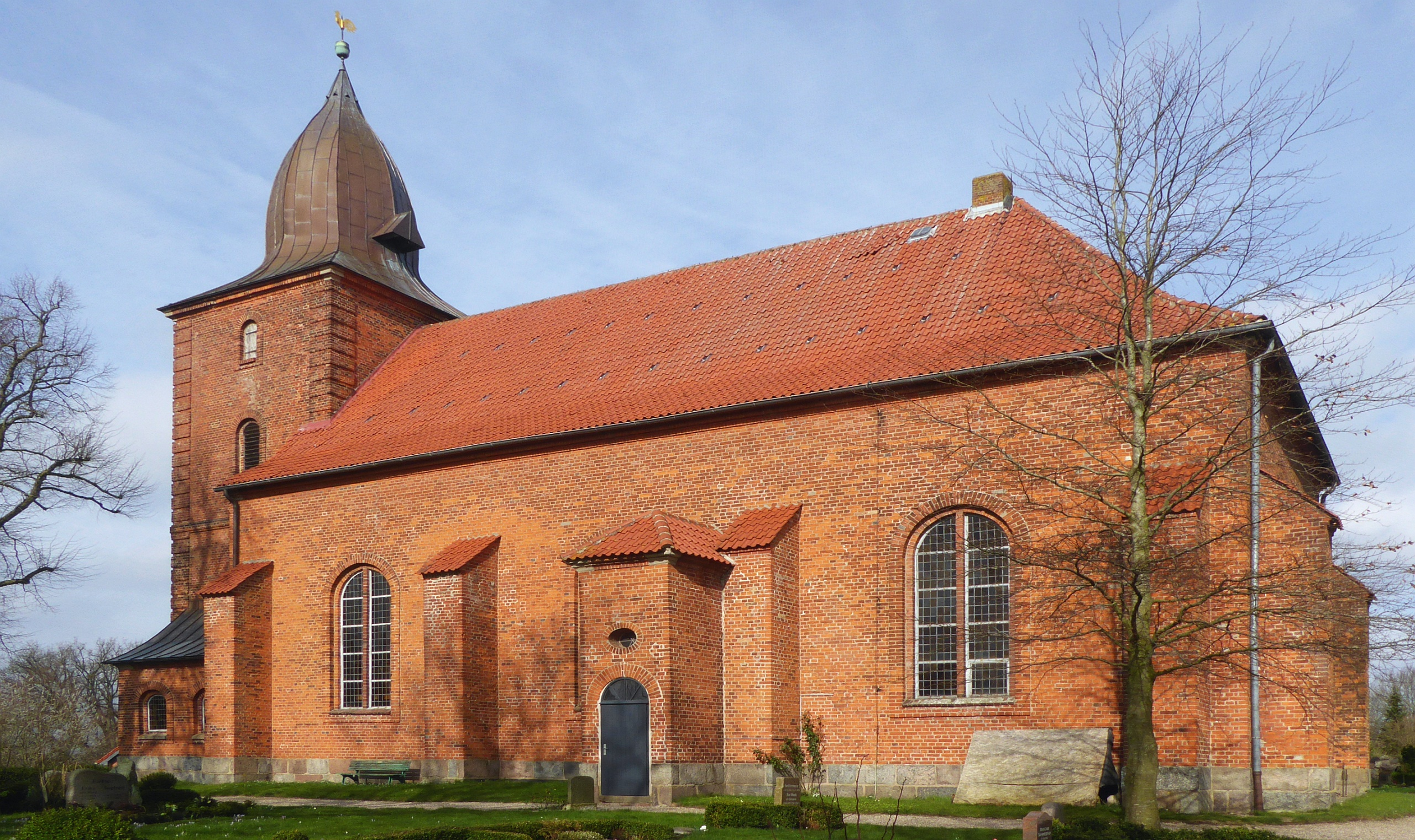
Dreifaltigkeitskirche von Krusendorf (Foto 2020)

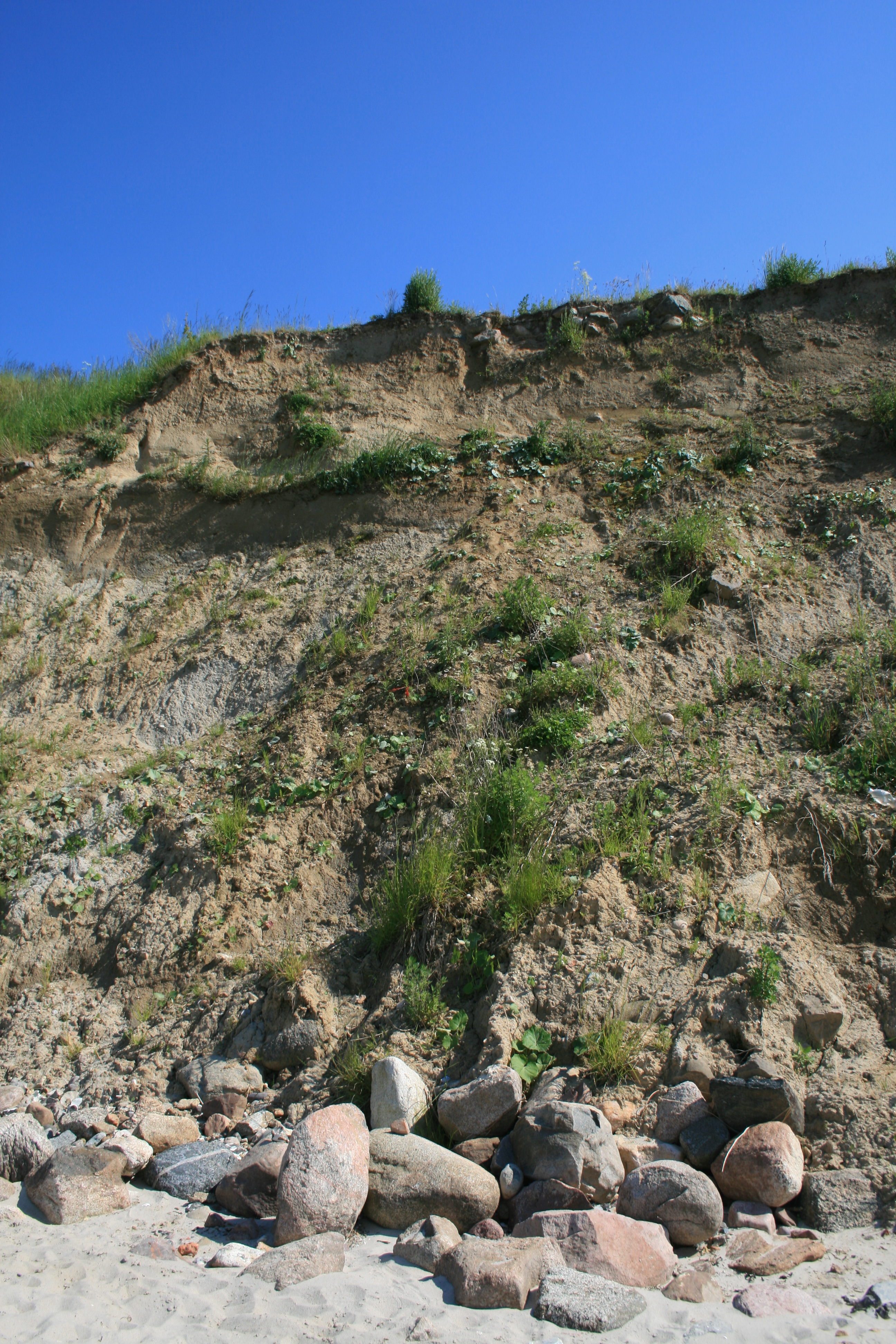
Fundamentsteine der Jellenbeker Catharinenkirche am Steilufer (Zustand 2015)

Erstmals erwähnt wurde eine Kirche (Kirche St. Catharina am Jellenbek) in der heutigen Gemeinde im Jahr 1319. Der etwa 10 × 15 m messende frühgotische Backsteinbau mit Kastenchor stand im Fischerdorf Jellenbek oberhalb des heute östlich vom jetzigen Feriendorf Jellenbek mündenden Baches. Die St. Katharinenkirche war der heiligen Katharina geweiht. Der im 16. Jahrhundert errichtete Turm diente Seefahrern als Landmarke. Nachdem das Fischerdorf bereits um 1650 aufgegeben werden musste, stand die Kirche einsam. Schließlich rückte das Steilufer auch an die baufällig gewordene Kirche immer näher heran. Es wurde daher ein Neubau weiter landeinwärts beschlossen. Als 1737 die barocke Dreifaltigkeitskirche zu Krusendorf mit dem Zwiebelturm fertiggestellt war, wurde die alte Kirche abgerissen. Die Überreste direkt an der Abbruchkante werden seit dem Sommer 2010 von Archäologen der Christian-Albrechts-Universität in Kiel ausgegraben. Im Sommer 2012 wurden Bestattungen am Altar nachgewiesen.
Nur wenige Ausstattungsstücke wie das Abendmahlsgerät und eine Taufschale wurden in die neue Kirche übertragen, während Altar und Taufbecken für die neue Kirche hergestellt wurden. Um die Kirche herum bildete sich eine neue Siedlung, Krusendorf. Im Jahre 1836 erhielt die Kirche eine Marcussen-Orgel.

### Schule und Armenstift in Dänisch-Nienhof

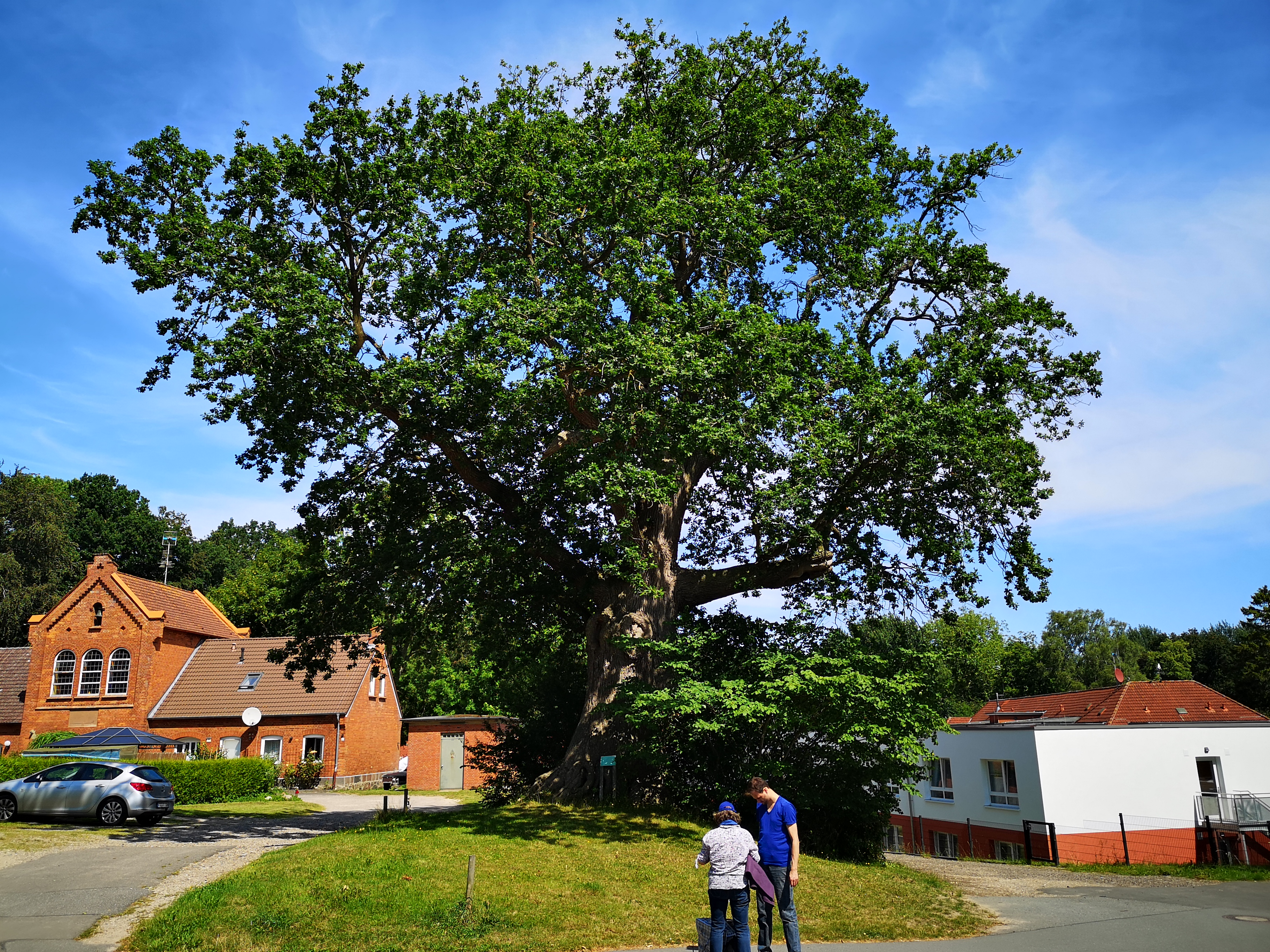
Die Stiftseiche auf dem Stiftsgelände

Im Jahre 1658 war Bendix Blome Besitzer des Gutes Dänisch-Nienhof. Er war mit der Kutsche auf dem Rückweg von Kopenhagen über die gefrorene Ostsee, als er bei Aschau in das Eis einbrach. Er konnte gerettet werden und war darüber sehr dankbar. Bis 1660 tobte der Polackenkrieg, der die Gutsbesitzer auch in den Folgejahren noch schwer mit Abgaben belastete.
Im Jahre 1669 errichtete Blome aus Dankbarkeit neben seinem Wirtschaftshof ein Stift für Alte und Arme aus seinen Gütern. Blome setzte 6000 Reichsthaler Stiftungsgeld aus, was zu gleichen Teilen von den Gütern Dänisch-Nienhof, Kaltenhof und Birkenmoor zu tragen war. Sämtliche Ausgaben des Stiftes sollten aus den Zinsen des Stiftungsgeldes bestritten werden. Das Stift war ausgelegt für neun Bewohner. Als Inspektoren bestellte Blome die Pastoren der Kirchen von Gettorf, Dänischenhagen und Jellenbek, die jedes Quartal eine Rechnungsprüfung vornahmen.
Im Jahre 1761 wurden die Gebäude erneuert und die Schule in einem eigenen (vierten) Gebäude untergebracht. Im Jahre 1829 musste die Benutzung der Gebäude aufgrund ihres fortschreitenden Verfalls eingestellt werden. Die Stiftung wurde aus Geldmangel bis 1860 eingestellt. Im Jahre 1833 wurde in Kostenteilung zwischen Stiftung und Gutsherrschaft das neue Schulhaus erbaut, das heute noch steht und seit der Eingliederung der Nienhofer Schule nach Surendorf im Jahre 1974 als Kindergarten genutzt wird. Im Jahre 1860 hatte das Stiftungskapital ausreichend Zinsen erwirtschaftet, dass mit weiterem Geld, das in einer Verlosung in der Bevölkerung aufgebracht wurde, ein neues Stiftsgebäude mit Kapelle im oberen Stockwerk errichtet werden konnte, gebaut und geplant für neun Bewohner. Eine Sandsteintafel wurde in die Vorderfront des Gebäudes eingelassen, die auf den Stiftungszweck hinweist.
Im Jahre 1928 wurde das Gut aufgelöst und die politische Gemeinde Schwedeneck übernahm die Stiftung, löste diese jedoch im Jahre 1932 auf, da das Stiftungskapital durch Geldumstellungen und Inflationen so stark an Wert verloren hatte, dass die Stiftung nicht mehr aus den Zinsen finanziert werden konnte. Es wohnten weiterhin arme Leute in dem Haus, die Gemeinde nutzte die Räume auch als Notunterkunft. Im Jahre 1988 fand eine umfassende Sanierung des Gebäudes statt. Bis heute ist auch die Kapelle intakt und wird für gelegentliche Gottesdienste der evangelisch-lutherischen Kirchengemeinde Krusendorf genutzt. Das ehemalige Schulgebäude sowie das ehemalige Stiftsgebäude befinden sich heute beide im Schulweg in Dänisch-Nienhof.

## Politik

### Gemeindevertretung
Bei der Kommunalwahl am 14. Mai 2023 wurden insgesamt neunzehn Sitze vergeben. Die CDU erhielt sieben Sitze und die Grünen, die SPD und die Unabhängige Bürgergemeinschaft Schwedeneck je vier Sitze.

### Bürgermeister
Bürgermeister wurde im Juni 2023 Gustav Otto Jonas (SPD). Er war bereits von 2009 bis 2018 Bürgermeister. Er wurde mit den zwölf Stimmen von SPD, Bündnis 90/Die Grünen und UBS in der Gemeindevertretung gewählt.

### Wappen
| Wappen von Schwedeneck | Blasonierung: „Erhöht von Blau und Gold im Wellenschnitt schräglinks geteilt. Oben ein schräglinker Wellenfaden unweit der Teilungslinie, unten ein aus drei Tragsteinen und einem Deckstein bestehendes Steingrab in verwechselten Farben.“ |
| Wappen von Schwedeneck | |

## Wirtschaft und Infrastruktur

### Wirtschaftsstruktur
Schwedeneck hat neben der Landwirtschaft mit seinen Badeorten einen weiteren wirtschaftlichen Schwerpunkt.

### Betriebe
In Dänisch-Nienhof gibt es eine Mutter-Kind-Kurklinik. Die Kernsiedlung ist Surendorf mit einem Supermarkt, drei Gaststätten und einem Hotel. Im Ortsteil Dänisch-Nienhof gibt es einen Laden für den täglichen Bedarf und in Sprenge einen Landmaschinenhandel und ein Gartencenter. Auch gibt es an mehreren Stränden Möglichkeiten zum Wassersport; in Surendorf eine Tauchschule, eine Surf- und Segelschule sowie eine Kitesurfschule. In der Badesaison sind die zentralen Sandstrände von Surendorf und Dänisch-Nienhof DLRG-überwacht.

### Verkehr
Durch das Gemeindegebiet führt die von Kiel nahende  Bundesstraße 503, genannt Bäderstraße. In Verlängerung führt diese ab hier als L 285 Richtung Eckernförde weiter. Der größte gemeindliche Ortsteil (Surendorf) liegt an der Mündung der Laßbek.
Öffentlicher Nahverkehr besteht mit Buslinien nach Kiel, Gettorf und Eckernförde, aufgrund der überwiegenden Schülernutzung konzentriert auf die für diese relevanten Zeiten.

## Kulturdenkmale
In der Liste der Kulturdenkmale in Schwedeneck stehen die in der Denkmalliste des Landes Schleswig-Holstein eingetragenen Kulturdenkmale.

## Söhne und Töchter der Gemeinde
- Johannes Heinrich Ziese (* 1820 in Dänisch Nienhof; † 1907), evangelisch-lutherischer Geistlicher
- Christian Karl zu Rantzau (* 1830 in Hohenhain; † 1878), Mitglied des preußischen Herrenhauses
- Heinrich zu Rantzau (* 1834 in Hohenhain; † 1891), preußischer Generalleutnant
- Martin Heubach (* 1954 in Krusendorf), Kirchenmusiker und Dirigent
- George Eyser (* 1870 in Dänisch-Nienhof; † 1919), Turner und Olympiasieger

## Bildergalerie

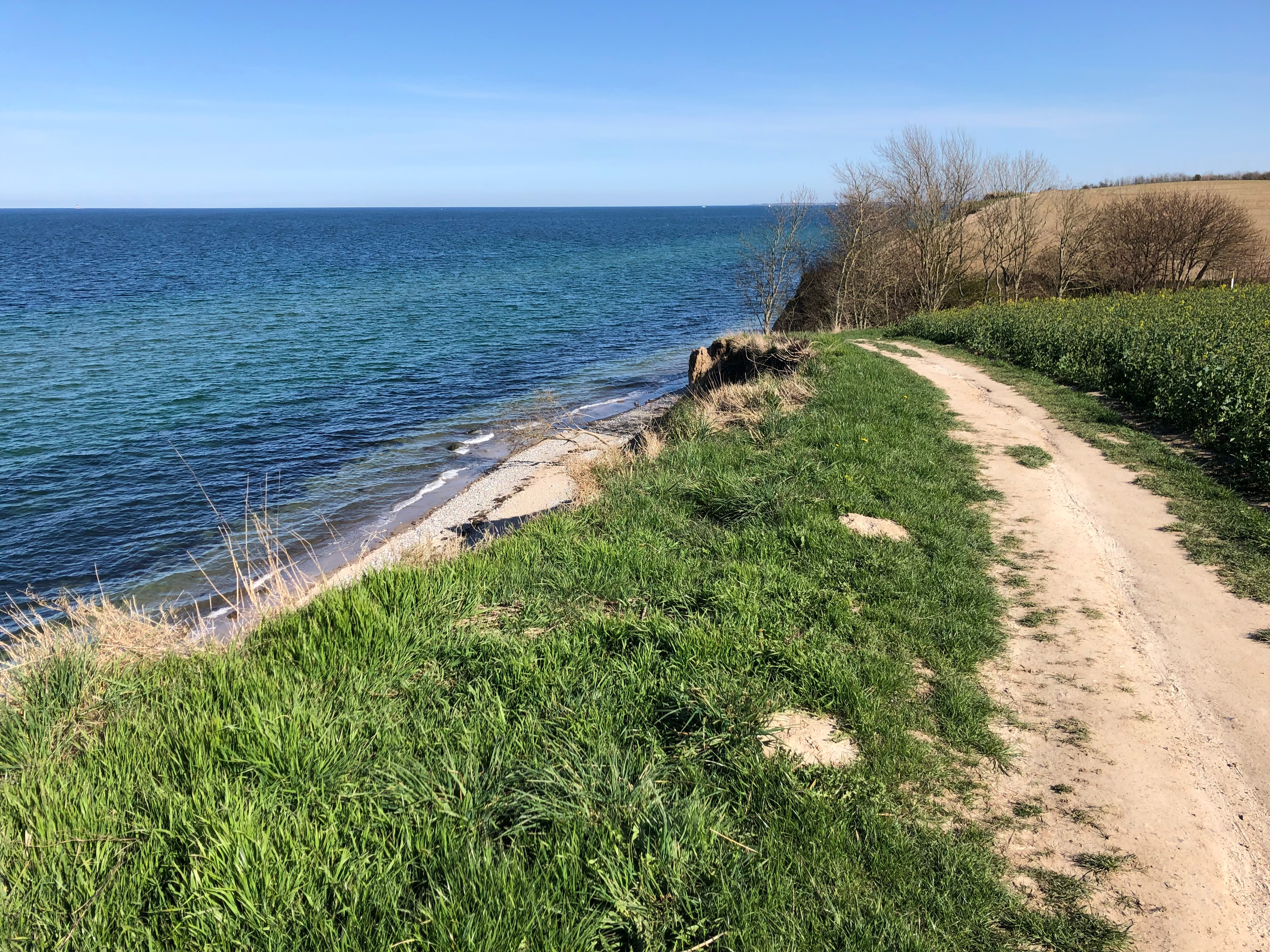
Felder über Schwedenecks Steilufer
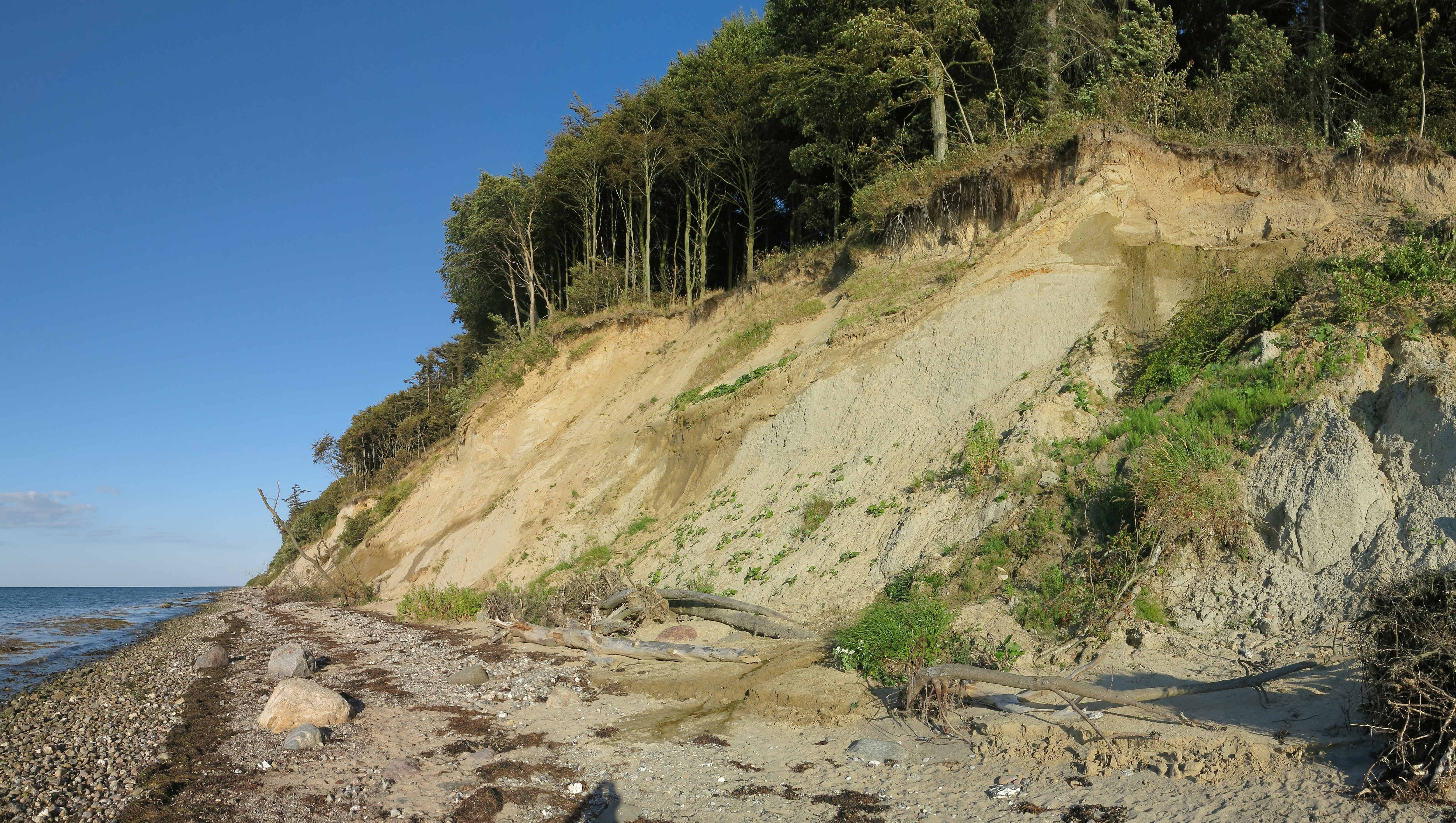
Steilufer bei Dänisch-Nienhof
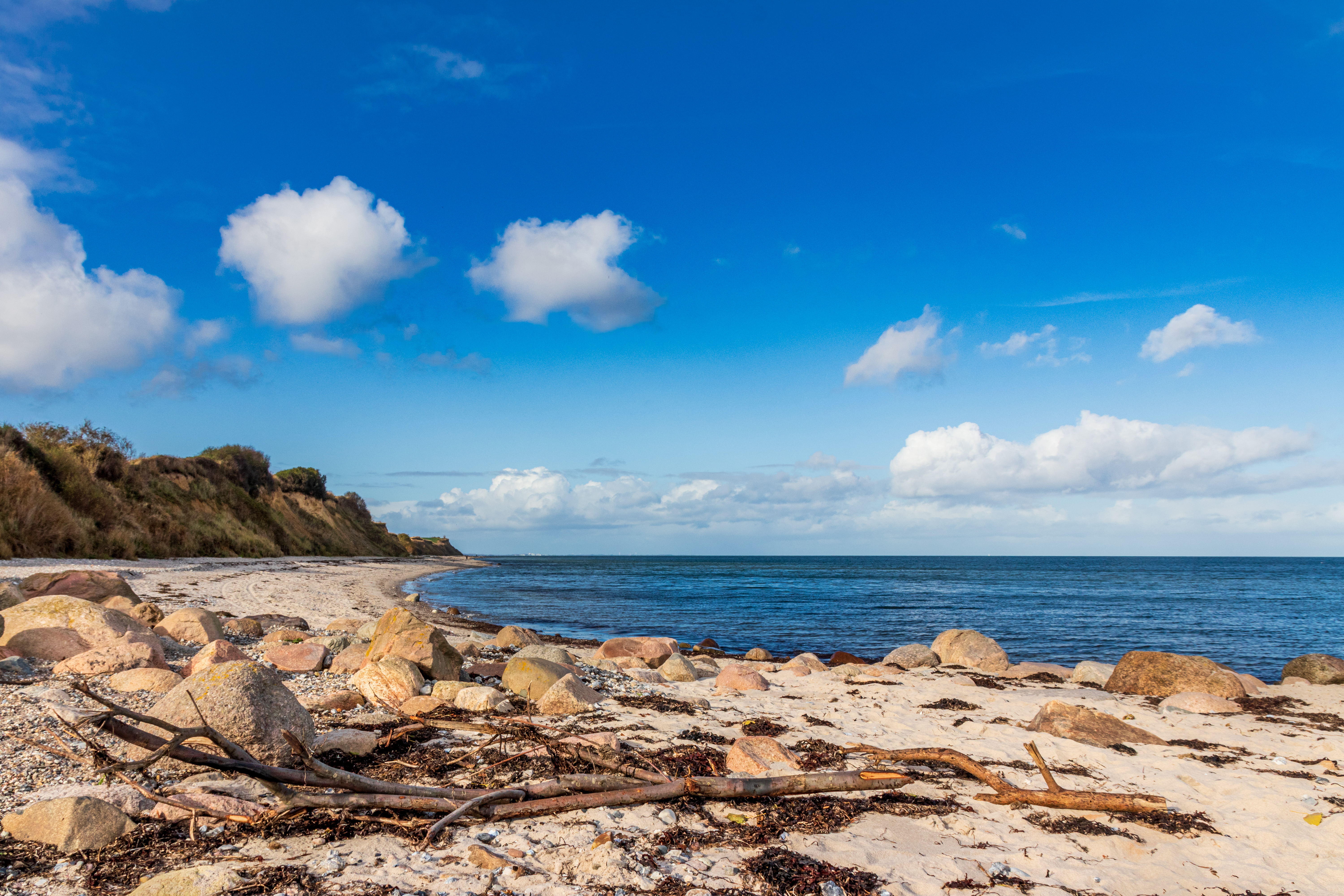
Steilufer bei Stohl